# Addicció als opioides
L'addicció als opioides (AO) o dependència als opioides és una addicció caracteritzada per desig de prendre opioides, en un ús continuat malgrat el deteriorament físic i/o psicològic, presentant un augment de la tolerància amb l'ús i els símptomes d'abstinència després de suspendre els opiacis. Els símptomes d'abstinència a opioides inclouen nàusees, dolors musculars, diarrea, problemes per dormir, agitació i baix estat d'ànim.
Els factors de risc d'AO inclouen antecedents d'ús indegut d'opiacis, ús actual d'opiacis, edat jove, estatus socioeconòmic, raça, trastorns psiquiàtrics no tractats i entorns que promouen el mal ús (ja sigui social, familiar, professional, etc.). Les complicacions poden incloure sobredosi d'opioides, suïcidi, VIH/SIDA, hepatitis C i problemes per complir amb les responsabilitats socials o professionals. El diagnòstic pot ser basar-se en els criteris de l'Associació Americana de Psiquiatria al DSM-5.
Els opioides inclouen substàncies com ara heroïna, morfina, fentanil, codeïna, dihidrocodeïna, oxicodona i hidrocodona. Un estàndard útil per a la potència relativa de diferents opioides és la dosi equivalent de morfina (DEM). Es recomana que els metges facin referència a la DEM diària quan prescriuen opioides per reduir el risc d'ús indegut i d'efectes adversos.
El consum d'opiacis a llarg termini es produeix al voltant del 4% de les persones després de la presa per a un trauma o per dolor relacionat amb la cirurgia. Als Estats Units, la majoria dels consumidors d'heroïna comencen a utilitzar opioides amb recepta que també es poden comprar il·legalment.
Les persones amb addicció als opioides sovint es tracten amb teràpia de substitució d'opioides amb metadona o buprenorfina. Aquest tractament redueix el risc de mort. A més, poden beneficiar-se de la teràpia cognitivoconductual, altres formes de suport dels professionals de la salut mental, com ara la teràpia individual o grupal, els programa dels dotze passos i altres programes de suport entre iguals. Les persones amb addicció als opioides sovint es tracten amb teràpia de substitució d'opioides amb metadona o buprenorfina. La naltrexona també pot ser útil per prevenir la recaiguda. La naloxona es pot lliurar a persones amb risc de fer una sobredosi d'opioides. El 2020, els CDC van estimar que prop de 3 milions de persones als Estats Units vivien amb AO i més de 65.000 persones van morir per sobredosi d'opioides, de les quals més de 15.000 eren per sobredosi d'heroïna.